# FileMaker Inc.
FileMaker Inc. è una società di software per computer costituita nel 1998 dalle vestigia di Claris come filiale interamente di proprietà di Apple Inc.
FileMaker sviluppa, supporta e commercializza due programmi di database relazionali; FileMaker e Bento. FileMaker è disponibile sia per macOS e sistemi operativi Microsoft Windows ed è rivolto verso l'uso di lavoro o utenti domestici con esigenze di alta gamma. Bento, rivolto all'utente domestico o utente di base di piccola impresa, è una applicazione per Mac OS X con ulteriori versioni disponibili per l'iPhone e iPad.
La società ha realizzato utili per ogni trimestre dalla sua costituzione e attualmente impiega 250 persone in otto sedi in tutto il mondo.

## Prodotti
FileMaker Inc. produce applicazioni di database diversi, per lo più sotto il nome di FileMaker e generalmente diviso tra server e utenti, eventuali variazioni sono destinate a mercati diversi. Il 20 luglio 2010, la società ha messo in commercio FileMaker Go, due prodotti per l'accesso Databased creato con FileMaker Pro sul iPad e iPhone. Gli attuali prodotti elencati di seguito.

### FileMaker
- FileMaker Pro 14
- FileMaker Pro 14 Advanced
- FileMaker Pro 14 Server
- FileMaker Pro 14 Server Advanced

### FileMaker Go
- FileMaker Go per iPhone e iPad (versione 14.0.3)